# 1913.
◄ | 19. stoljeće | 20. stoljeće | 21. stoljeće | ►
◄ | 1880-ih | 1890-ih | 1900-ih | 1910-ih | 1920-ih | 1930-ih | 1940-ih | ►
◄◄ | ◄ | 1910. | 1911. | 1912. | 1913. | 1914. | 1915. | 1916. | ► | ►►
Arhitektura • Astronomija • Biologija • Film • Fotografija • Glazba • Kazalište • Kemija • Kiparstvo • Knjige • Književnost • Kršćanstvo • Meteorologija • Medicina • Planinarstvo • Politika • Pravo • Promet • Slikarstvo • Strip • Šport • Televizija • Znanost • Zrakoplovstvo • Željeznički promet

## Događaji
- Nastao je Konstruktivizam, umjetnički avangardistički pokret u Rusiji.
- Niels Bohr – model atoma odmaknuo od klasične fizike

## Rođenja

### Siječanj – ožujak
- 7. siječnja – Franjo Glaser, hrvatski nogometni vratar († 2003.)
- 9. siječnja – Richard Nixon, 37. predsjednik SAD-a († 1994.)
- 13. siječnja – Lloyd Bridges, američki glumac († 1998.)
- 17. siječnja – Obrad Gluščević, hrvatski filmski redatelj († 1980.)
- 30. siječnja – Stjepan Cek, slovenski katolički svećenik († 1985.)
- 6. veljače – Vladimir Turina, hrvatski arhitekt († 1968.)
- 14. veljače – Vladimir Muljević, prof. emeritus, prvi hrvatski doktor elektrotehničkih znanosti i pionir elektrotehnike i računarstva († 2007.)
- 15. veljače – Erich Eliskases, austrijski, njemački i argentinski šahovski velemajstor († 1997.)
- 22. veljače – Ranko Marinković, hrvatski književnik i dramski pisac († 2001.)
- 21. ožujka – Ivan Goran Kovačić, hrvatski pjesnik, pripovjedač, esejist, prevoditelj, novinar, publicist i kritik († 1943.)
- 28. ožujka – José Sánchez del Río, meksički svetac († 1928.)
- 29. ožujka – Joža Gregorin, hrvatski glumac († 1984.)

### Travanj – lipanj
- 8. travnja – Rudi Supek, hrvatski sociolog, filozof, književnik († 1993.)
- 21. travnja – Milivoj Ašner, bivši zapovjednik policije u NDH († 2011.)
- 26. svibnja – Oto Šolc, hrvatski književnik († 1994.)
- 25. lipnja – Vladimir Ibler, hrvatski akademik, pravnik i profesor († 2015.)

### Srpanj – rujan
- 14. srpnja – Gerald Ford, 38. predsjednik i 40. potpredsjednik SAD-a († 2006.)
- 30. srpnja – Ivo Lhotka-Kalinski, hrvatski skladatelj († 1987.)
- 26. kolovoza – Boris Pahor, slovenski književnik († 2022.)
- 12. rujna – Jesse Owens, američki atletičar, 4-struki Olimpijski pobjednik na OI u Berlinu, 1936. († 1980.)
- 16. rujna – Krešimir Kovačević, hrvatski muzikolog i leksikograf († 1992.)

### Listopad – prosinac
- 2. listopada – Viktor Vida, hrvatski književnik († 1960.)
- 10. listopada – Claude Simon, francuski književnik († 2005.)
- 11. listopada – Kata Rogić, hrvatska naivna slikarica († 1993.)
- 2. studenog – Burt Lancaster, američki filmski glumac († 1994.)
- 5. studenog – Vivien Leigh, engleska filmska glumica († 1967.)
- 7. studenog – Albert Camus, francuski pisac i filozof († 1960.)
- 21. studenog – Marijana Radev, hrvatska operna pjevačica († 1973.)
- 22. studenog – Benjamin Britten, engleski skladatelj († 1976.)
- 11. prosinca – Jean Marais, francuski glumac († 1998.)

## Smrti

### Siječanj – ožujak
- 15. veljače – Florence Barker, američka filmska glumica (* 1891.)
- 10. ožujka – Harriet Tubman, američka crnačka aktivistica (* 1820.)

### Travanj – lipanj
- 6. travnja – Erazmo Barčić, hrvatski političar i pravnik (* 1830.)
- 16. travnja – Miroslav Kraljević, hrvatski slikar (* 1885.)

### Srpanj – rujan
- 13. kolovoza – August Bebel, njemački socijalist (* 1840.)

### Listopad – prosinac
- 7. listopada – Ivan Banjavčić, hrvatski političar i dobrotvor (* 1843.)
- 26. studenog – Ljerka Šram, hrvatska kazališna glumica (* 1874.)

## Nobelova nagrada za 1913. godinu
- Fizika: Heike Kamerlingh Onnes
- Kemija: Alfred Werner
- Fiziologija i medicina: Charles Robert Richet
- Književnost: Rabindranath Tagore
- Mir: Henri La Fontaine

## Vanjske poveznice
|  | Zajednički poslužitelj ima još gradiva o temi 1913. |